# Sövde
Sövde is een plaats in de gemeente Sjöbo in Skåne, de zuidelijkste provincie van Zweden. De plaats heeft 301 inwoners (2005) en een oppervlakte van 35 hectare.
Sövde is bekend vanwege het amfitheater Sövde Amfiteater.

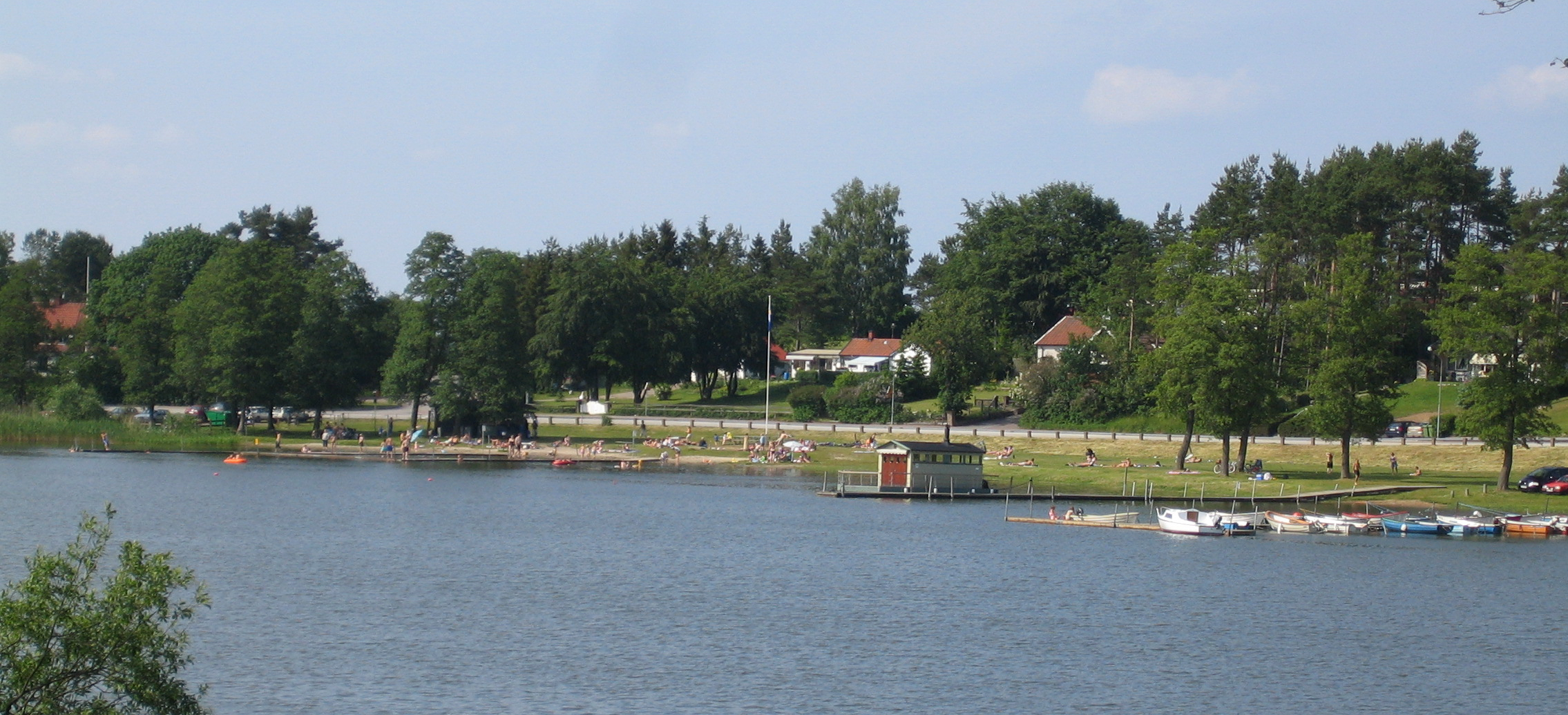
Sövde